# 詩人の肖像
『詩人の肖像』（しじんのしょうぞう、伊: Ritratto di un poeta, 英: Portrait of a Poet）は、ルネサンス期のヴェネツィア派の画家パルマ・イル・ヴェッキオが1516年頃に制作した肖像画である。油彩。長年にわたってフェラーラ出身の同時代の詩人ルドヴィーコ・アリオストの肖像と信じられてきた作品で、パルマ・イル・ヴェッキオの数少ない男性肖像画の中で最も優れたものと見なされている。現在はロンドンのナショナル・ギャラリーに所蔵されている。

## 作品
月桂樹の前に座る一人の男性が描かれている。男性はおそらく20代後半の頃で思慮深げに見える。膨らんだ袖のある栗色と暗い青色のストライプ柄の上着と茶色の毛皮のマントを身に着ている。右手には手袋を着用し、もう片方の手袋を持っている。また左手にはロザリオを持ち、青いリボンで結ばれた書物の上に置いている。首には下級貴族が着用した金の鎖のネックレスが掛けられている。この左手の書物と背後の月桂樹は描かれた人物が詩人であると見なす根拠となっている。月桂樹はギリシア神話の詩と音楽の神アポロンのアトリビュートであり、アポロンの聖地デルポイで開催されたピュティア競技祭で勝利した詩人には伝統的に月桂冠が与えられた。暗い背景と月桂樹は美術史美術館に所蔵されているジョルジョーネの1506年の『ラウラ』を思い出させる。

### モデル

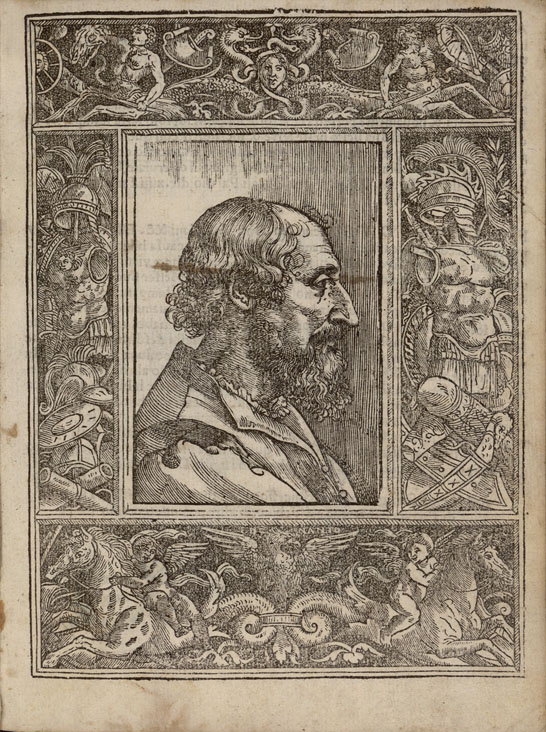
1532年の増補版『狂えるオルランド』に掲載されたアリオストの肖像画。ティツィアーノの失われた素描に基づく。

本作品は長年にわたって同時代の詩人アリオストを描いたものと信じられてきた作品で、近年も美術史家セシル・グールドによってアリオストの肖像ではないかと主張された（1975年）。男性の衣装は肖像画がおそらく1516年頃に描かれたことを示唆している。これはアリオストが叙事詩『狂えるオルランド』（Orlando Furioso）を出版して名声を得た時期と重なっており、そこで肖像画はアリオストを描いたものではないかと提案されている。しかし1516年の時点で41歳あるいは42歳であったと思われるアリオストにしては、肖像画の男性は若すぎるように思われる。少なくともアリオストは『狂えるオルランド』の中で同時代のヴェネツィアの画家ティツィアーノ・ヴェチェッリオ、セバスティアーノ・デル・ピオンボ、ジョヴァンニ・ベッリーニについて言及したが、パルマについては言及しておらず、アリオストがパルマのことをよく知らなかったことを示唆している。とはいえ、フェラーラ出身のアリオストがパルマの肖像画のモデルにならなかったという証拠はない。
しかしアリオストの既知の肖像画との比較は明確な結論を出すには不十分である。1532年の増補版『狂えるオルランド』はティツィアーノの失われた素描を基にしたアリオストの肖像の木版画挿絵を含んでいるが、本作品の人物像はこれと似ていない。1562年版にはアリオストの容貌について「黒い巻き毛と、オリーブ色の肌、薄い唇、耳まであごを覆わない薄いひげ、そして大きく湾曲した鷲鼻を持つ男性」と描写されているが、こちらも本作品の人物像には当てはまらないように思われる。一方で肖像画の人物の外見と雰囲気は、ニューヨークのメトロポリタン美術館に所蔵されているティツィアーノの『男の肖像』（Ritratto di un uomo）と類似していることが指摘されている。この肖像画の人物は横を向いており、おそらくティツィアーノの『キルトの袖をつけた男の肖像』（Ritratto di uomo con maniche trapuntate）と同様の姿勢で欄干に腕を置いていたと思われるが大幅にカットされている。この作品では本作品に登場する月桂樹も書物も含まれていない。モデルは似ているように見えるが両作品の関係性は不明である。

### 帰属
帰属について以前はティツィアーノの作品と見なされていた。1876年に最初にパルマに帰属したのは美術史家、美術収集家のフレデリック・ライゼであり、20世紀初頭以来この帰属に疑問は持たれていない。

## 来歴
肖像画はもともとは板絵であったが1857年に支持体がキャンバスに移された。肖像画はボークザン・コレクション（Beaucousin collection）の一部であったが、1860年にナショナル・ギャラリーの館長チャールズ・ロック・イーストレイクによってコレクションの他の絵画とともに購入された。

## 影響
この作品はティツィアーノの肖像画『手袋を持つ男』（L'Uomo dal guanto）に影響を与えた可能性がある。

## ギャラリー
関連作品

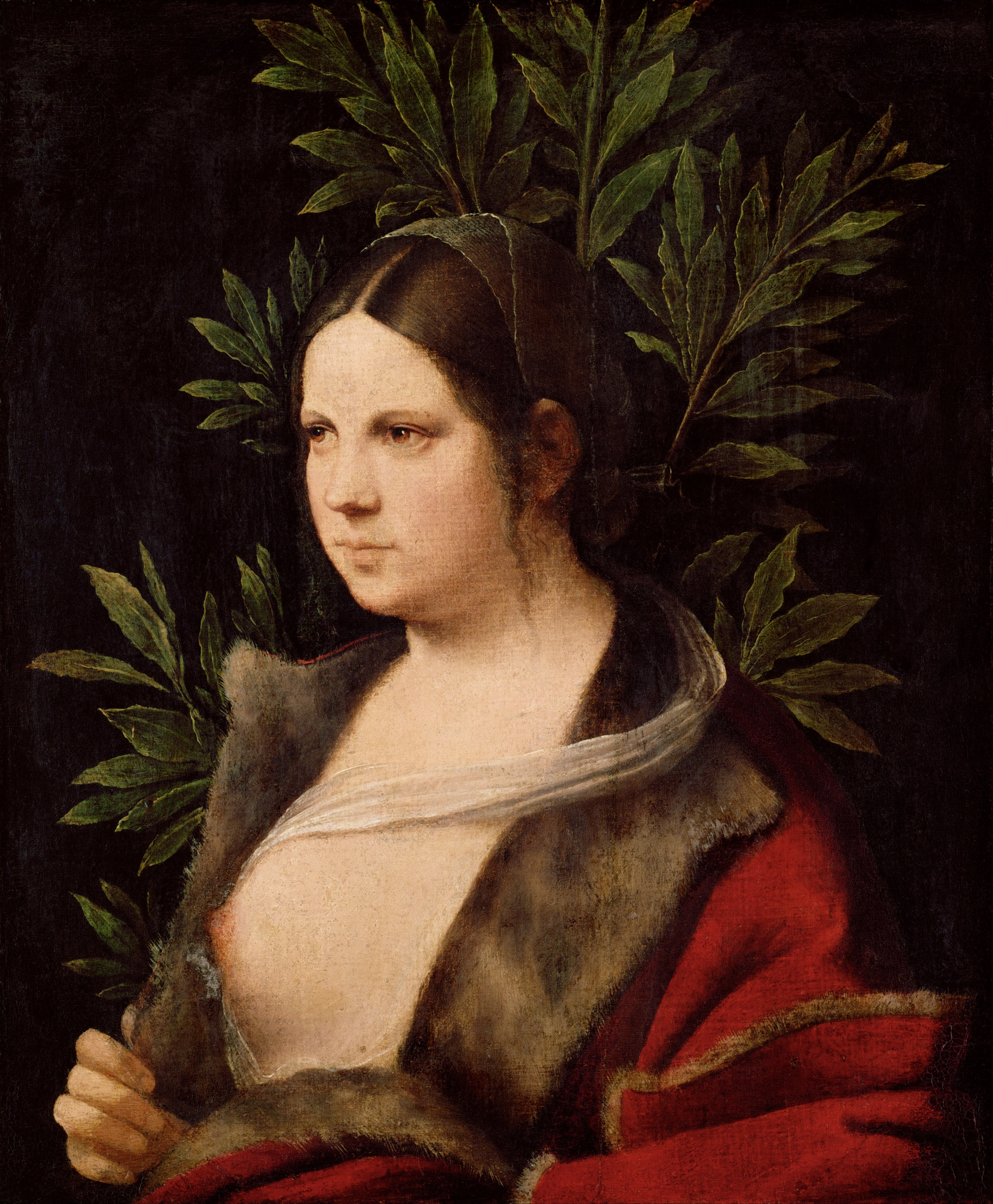
ジョルジョーネ『ラウラ』1506年 美術史美術館所蔵
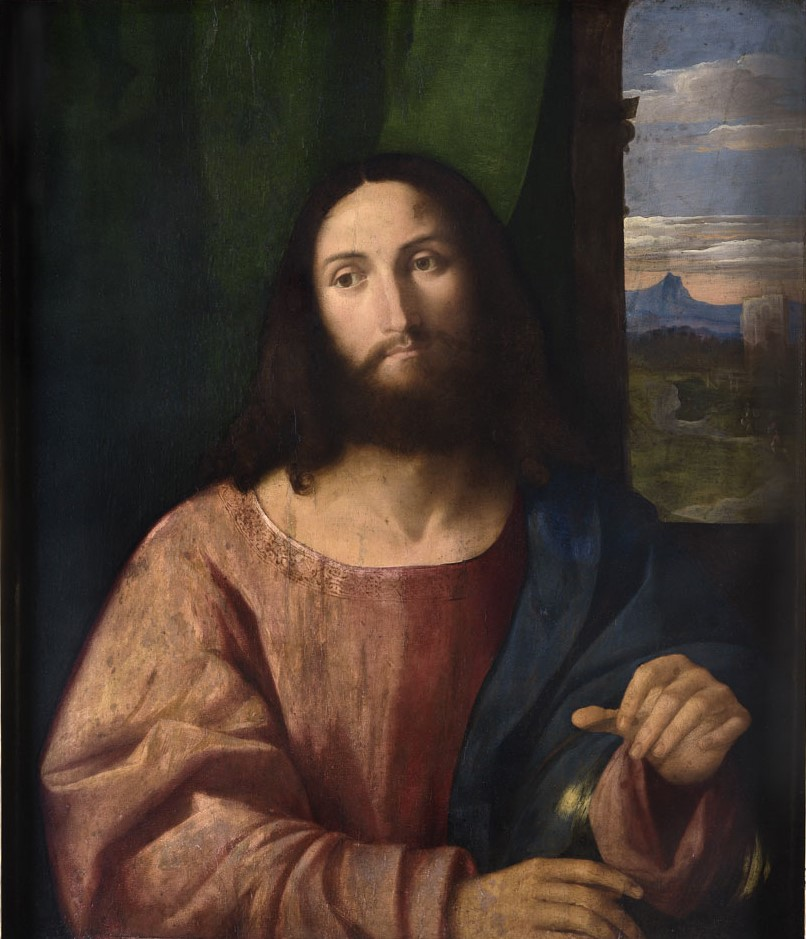
パルマ・イル・ヴェッキオ『サルバトール・ムンディ』1520年頃 ストラスブール美術館所蔵

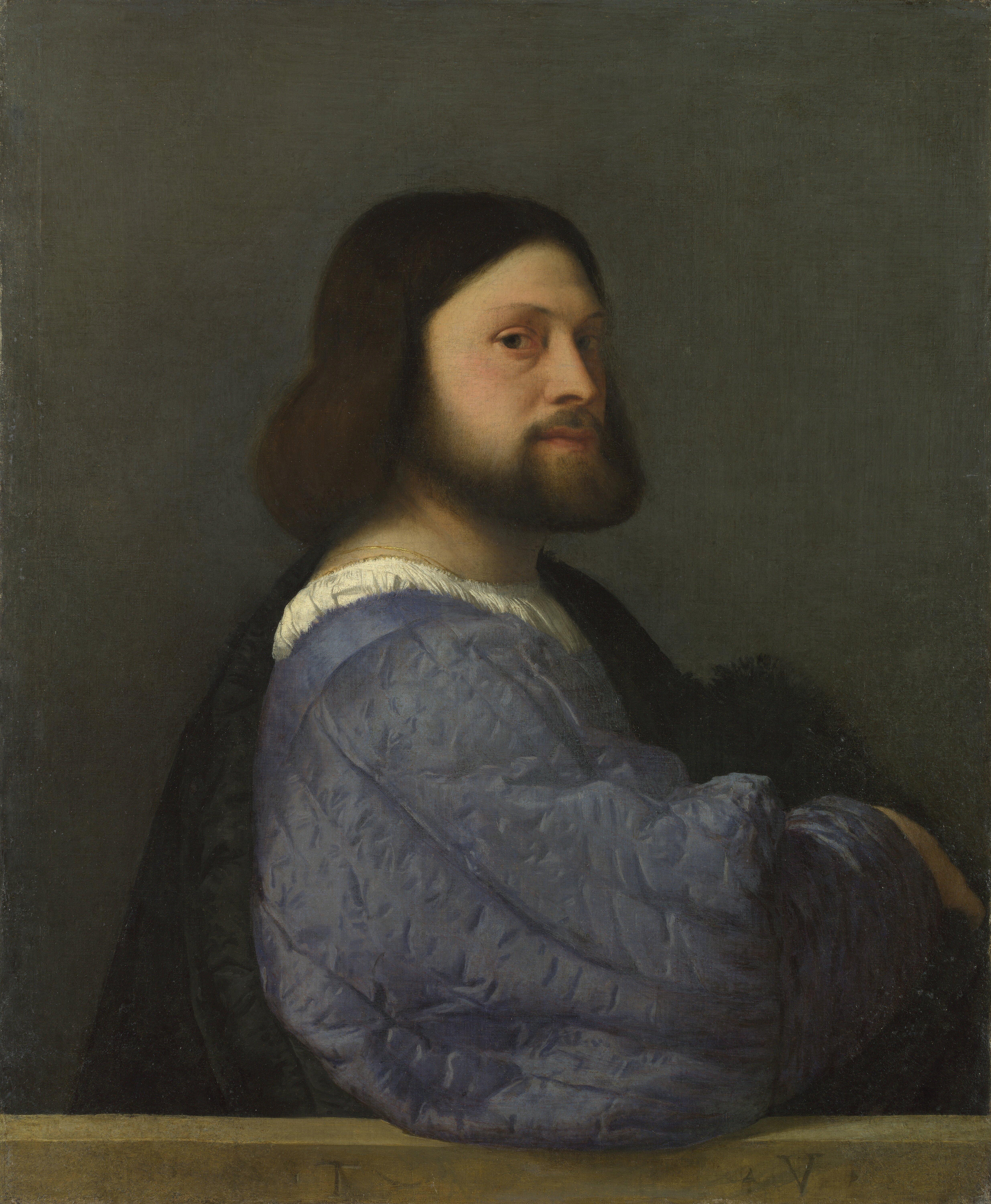
ティツィアーノ・ヴェチェッリオ『キルトの袖をつけた男の肖像』1510年頃 ロンドン・ナショナル・ギャラリー所蔵
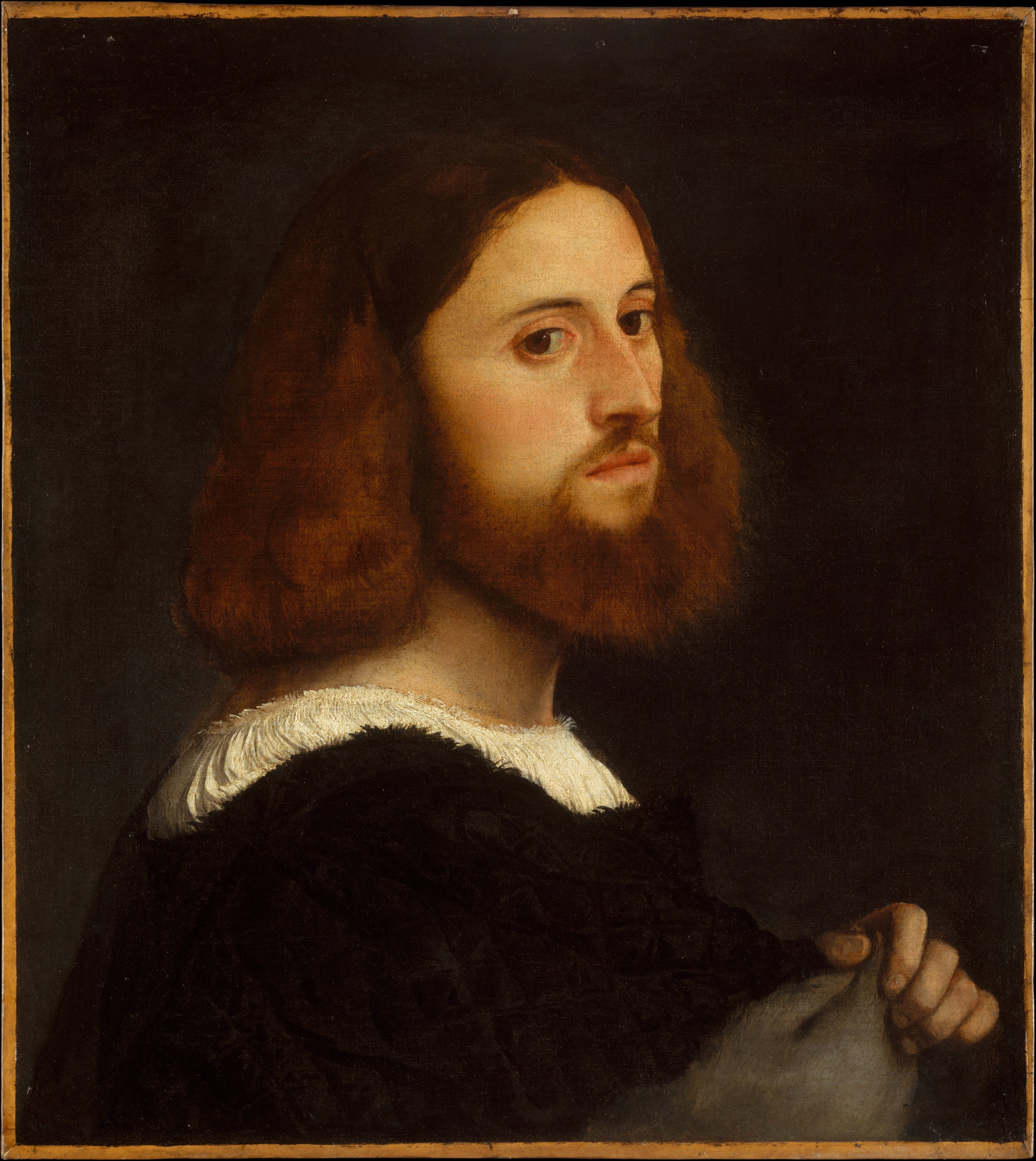
ティツィアーノ・ヴェチェッリオ『男の肖像』1515年頃 メトロポリタン美術館所蔵
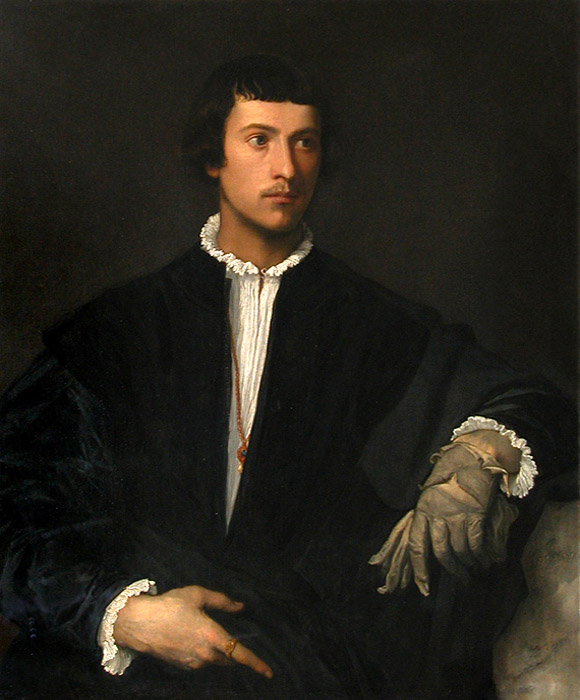
ティツィアーノ・ヴェチェッリオ『手袋を持つ男』1520年-1522年頃 ルーヴル美術館所蔵